# كلانبا
كلانبا هي قرية في مقاطعة مشكين شهر، إيران. عدد سكان هذه القرية هو 141 في سنة 2006.